# Franco Nicolazzi
Franco Nicolazzi (ur. 10 kwietnia 1924 w Gattico, zm. 22 stycznia 2015 w Aronie) – włoski polityk i nauczyciel, długoletni deputowany, minister, lider Włoskiej Partii Socjaldemokratycznej (PSDI) w latach 1985–1988.

## Życiorys
Uzyskał wykształcenie średnie, pracował jako nauczyciel. W okresie II wojny światowej działał w partyzantce jako członek Brigate Matteotti. W drugiej połowie lat 40. należał do założycieli Włoskiej Partii Socjaldemokratycznej. W latach 1985–1988 pełnił funkcję sekretarza tego ugrupowania.
W 1963 po raz pierwszy został wybrany do Izby Deputowanych. Z powodzeniem ubiegał się o reelekcję w sześciu kolejnych wyborach, zasiadając w niższej izbie włoskiego parlamentu do 1992 jako poseł IV, V, VI, VII, VIII, IX i X kadencji. Od sierpnia 1970 do lutego 1972 oraz od czerwca 1972 do lipca 1973 był podsekretarzem stanu w ministerstwie spraw wewnętrznych. Od marca do sierpnia 1979 sprawował urząd ministra przemysłu, handlu i rzemiosła. Od sierpnia 1979 do kwietnia 1980 oraz od października 1980 do kwietnia 1987 (łącznie w siedmiu gabinetach) stał na czele resortu robót publicznych.
W pierwszej połowie lat 90. skazany za wymuszenia w jednej z afer korupcyjnych. Od 2006 był prezesem fundacji Fondazione Giuseppe Saragat.